# Glypta nigricornis
Glypta nigricornis là một loài tò vò trong họ Ichneumonidae.